# Allium tardiflorum
Allium tardiflorum — трав'яниста рослина родини амарилісових, поширена у східному Середземномор'ї.

## Опис
Стебла міцні, більшу половину своєї довжини покриті листковими піхвами. Листочки оцвітини жовто-зелені з відтінком фіолетового кольору. Пиляки біло-жовті.  Число хромосом 2n = 2x = 16.

## Поширення
Поширений у східному Середземномор'ї, а саме в Ізраїлі.

## Екологія
A. tardiflorum квітне восени (кінець вересня — початок листопада). Росте на висотах 400–500 м н.р.м. в соснових лісах, де переважає сосна алепська.